# Осада Маастрихта (1793)
Осада Маастрихта (фр. Siège de Maastricht) проводилась с 6 февраля по 2 марта 1793 года войсками французской революционной армии под командованием генерала Франсиско де Миранды и ознаменовала собой заключительные действия кампании 1793 года войны Первой коалиции. Город был успешно защищён голландским гарнизоном при содействии отряда французских роялистов.

## Перед осадой
Вдохновлённая военными успехами в Австрийских Нидерландах, Французская республика 1 февраля 1793 года объявила войну Республике Соединённых провинций и Англии. Французская Северная армия генерала Шарля-Франсуа Дюмурье вторглась в Голландию с юго-запада, устремляясь к Бреде, в то время как корпус Франсиско де Миранды продвигался вперед вдоль реки Маас по направлению к сильно укреплённому городу Маастрихт. Миранда надеялся взять город за несколько дней всего с 15000 человек и окружил его со стороны пригорода Вик. Для прикрытия блокадного корпуса Миранды генерал Валанс с 25000 занял позиции позади Рёра, генерал Ламарльер с 3500 стал в Нермунде, генерал Шанморен с 6000 занял позиции в Стефансверте и Венлоо и прикрыл там левое крыло обсервационного корпуса.

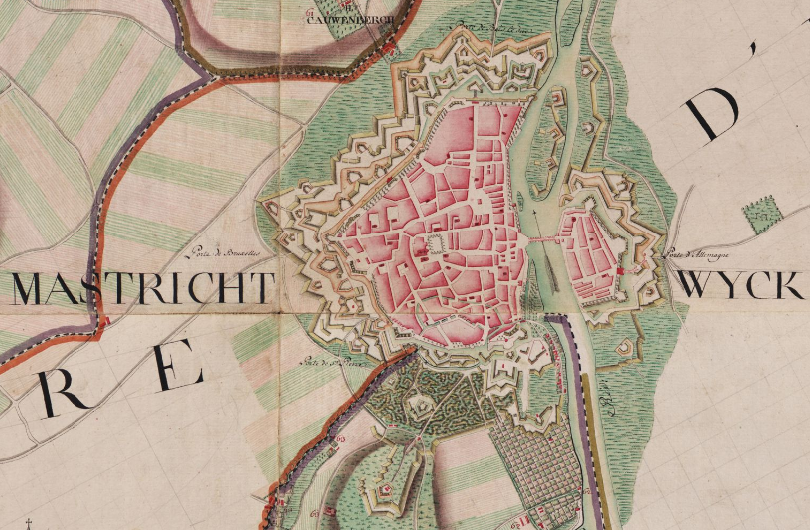
План крепости Маастрихт в конце XVIII в.

## Осада
Голландский гарнизон из 4500 человек возглавлял губернатор Маастрихта принц Фридрих Гессен-Кассельский. Им помогали около 1200 французских эмигрантов, в том числе 300 офицеров, под командованием Жана Тереза де Бомон д’Отишама, бывшего генерала от кавалерии французской королевской армии. Миранда написал осаждённым, чтобы те капитулировали, добавив, что после падения десятой бомбы город капитулирует.
6 февраля Миранда завершил обвод Маастрихта и Вика циркумвалационной линией. Сапёрные работы заняли около двух недель, после чего в течение десяти дней город подвергался сильным бомбардировкам. Четыре 16-ти фунтовых орудия и десять мортир составляли всю французскую артиллерию. Большинство снарядов были не мортирного калибра, тем не менее в результате обстрелов было разрушено более 800 зданий. Наибольший ущерб был нанесён в северо-западной части города.
Узнав о приближении австрийской армии, одержавшей 1 марта 1793 года победу в сражении при Альденховене, Миранда приказал 2 марта своим войскам отступать. 4 марта герцог Кобургский триумфально вступил в город со своей армией.